# Удивительные странствия Геракла (комикс)
Удивительные странствия Геракла (англ. Hercules: The Legendary Journeys) — серия комиксов, опубликованная компанией «Topps Comics». Первый выпуск был издан в июне 1996 года.
В основе сюжета комиксов лежит телесериал «Удивительные странствия Геракла». Древнегреческий герой Геракл борется со злом и защищает слабых. В этом ему помогают друг и спутник Иолай и Зена.
После появления в одном из выпусков персонажа по имени «Зена» Topps Comics начала производство нового комикса под названием «Зена — королева воинов».  